# Way Relai
Way Relai is een bestuurslaag in het regentschap Ogan Komering Ulu Selatan van de provincie Zuid-Sumatra, Indonesië. Way Relai telt 520 inwoners (volkstelling 2010).